# Die geschenkte Stunde
Die geschenkte Stunde ist das zehnte Album der deutschen Rockgruppe Karat aus dem Jahr 1995. Auf dem Album hat Martin Becker seine Premiere als Keyboarder von Karat.

## Inhalt
Anlässlich des zwanzigjährigen Bandjubiläums brachte Karat nach dem Label-Wechsel von „Extra Records and Tapes“ zu „K&P-Music“ (die Plattenfirma von Toni Krahl und Fritz Puppel von der Gruppe City, ein Sub-Label von BMG) Die geschenkte Stunde als eine Art Comeback-Album auf den Markt. Erstmals war nach dem Weggang des Erfolgskomponisten Ulrich „Ed“ Swillms 1987 und den für die Band eher untypischen Alben … im nächsten Frieden von 1990 und Karat 91 von 1991 der charakteristischen Stil von Karat, der sich am ehesten dem Prog-Rock zuordnen lässt, wiederzuerkennen. Mit Titeln wie Ganz oben, Unter dem Wind oder Wie die Sterne fallen gelang es Karat erneut, lyrisch betonte, liedhafte Rockmusik zu produzieren. Mit anderen Titeln wiederum nahm die Gruppe Bezug auf aktuelle Themen. So werden beispielsweise in Lucifer Rechtsextremismus oder in Der achte Tag Krieg, Umweltzerstörung und die Spaßgesellschaft thematisch aufgegriffen und kritisch hinterfragt. Das Album war ein Neubeginn nach der sogenannten Wendekrise, in der ostdeutschen Künstlern nur wenig Aufmerksamkeit entgegengebracht wurde. Im Erscheinungsjahr 1995 konnten immerhin 30.000 Exemplare des Albums abgesetzt werden.
Als Gäste wirkten Gisbert Piatkowski, Matthias Lauschus, Moritz Schubert, Thomas Wendel, Tom Cunningham, Achim Götz, Ralf Vornberger und Sieghart Schubert mit. Produzent war Ralf Bostelmann-Böhme.
1994 wurden die Titel Ganz oben, Die geschenkte Stunde und eine zusätzliche Alternativ-Version von Ganz oben sowie 1995 Unter dem Wind, Jedermann und Der achte Tag als Singles ausgekoppelt.

## Besetzung
- Herbert Dreilich (Gesang)
- Martin Becker (Keyboards)
- Bernd Römer (Gitarre)
- Michael Schwandt (Schlagzeug, Perkussion)
- Christian Liebig (Bassgitarre)

## Titelliste
1. Die geschenkte Stunde (Becker) (2:09)
2. Ganz oben (Becker, Biebl, Gordon-Smith/Dreilich) (3:35)
3. Augenblicke (Becker/Dreilich) (2:57)
4. Unter dem Wind (Biebl/Dreilich) (3:52)
5. Silvia (Dreilich/Dreilich) (4:13)
6. Lucifer (Becker/Dreilich) (4:01)
7. Jedermann (Becker/Dreilich) (2:06)
8. Wie die Sterne fallen (Natschinski/Dreilich) (3:51)
9. Wind und Feuer (Becker/Dreilich) (4:11)
10. Geburtstagslied (Dreilich, Becker/Dreilich) (2:13)
11. Nimm mich mit (Becker/Dreilich) (3:07)
12. Der achte Tag (Becker/Dreilich) (4:47)
13. Sieben Leben (Dreilich, Becker/Dreilich) (1:49)